# Dactylomys boliviensis
Dactylomys boliviensis és una espècie de mamífer rosegador de la família de les rates espinoses. Viu a Bolívia, el Brasil i el Perú. El seu hàbitat natural són les zones de bambú situades a altituds de fins a 1.000 msnm dins de boscos tropicals o subtropicals. És una espècie en risc mínim, és a dir, no sembla que hi hagi cap amenaça significativa per a la seva supervivència.